# Mariana de Jesús de Paredes
Thánh Mariana của Jesus de Paredes, O.F.S. (Tiếng Tây Ban Nha: Mariana hoặc María Ana de Jesús de Paredes y Flores; 31 tháng 10 năm 1618 - 26 tháng 5 năm 1645), là một vị thánh Công giáo La Mã và là người đầu tiên được phong thánh đến từ Ecuador. Bà là một ẩn sĩ được cho là đã hy sinh bản thân vì sự cứu rỗi của Quito. Bà được Giáo hoàng Piô IX phong chân phước năm 1853 và được Giáo hoàng Piô XII phong thánh năm 1950. Bà là vị thánh nữ bảo trợ của Ecuador và được tôn kính tại La Iglesia de la Compañía de Jesús ở Quito. Ngày lễ của bà là ngày 26 tháng 5.
Bà chỉ sử dụng hết một ounce bánh mì khô trong khoảng thời gian từ tám hoặc mười ngày. Số lượng thực phẩm ít ỏi này duy trì cuộc sống của bà, như trong trường hợp của Thánh Catarina thành Siena và Thánh Rosa thành Lima theo lời khai tuyên thệ của nhiều nhân chứng, đó là ăn Thánh Thể một mình, thứ mà bà sử dụng mỗi buổi sáng thông qua nghi lễ Rước lễ.
Mariana sở hữu một món quà cầu nguyện ngây hồn và được cho là đã có thể tiên đoán được tương lai, nhìn thấy những sự kiện xa xôi như thể chúng đang diễn ra trước mặt bà, đọc những bí mật của trái tim, chữa bệnh bằng một dấu Thánh giá đơn giản đi kèm với nước thánh và ít nhất một lần đã làm một người chết sống lại. Trong 1645, trận động đất và các vụ dịch tiếp theo ở Quito, bà đã công bố chính mình là nạn nhân của thành phố và đã chết ngay sau đó. Có nguồn tin báo cáo rằng, vào ngày bà chết, sự thiêng liêng của bà đã được biểu lộ một cách tuyệt vời: Ngay sau cái chết của bà, một bông hoa trắng tinh khiết mọc lên từ máu bà, nở rộ và chói lọi, một người lạ kỳ đã trao cho bà danh hiệu "Lily của Quito ". Cộng hòa Ecuador đã tuyên bố bà là nữ anh hùng dân tộc.